# Emil Walter-Busch
Emil Walter-Busch (* 30. September 1942 in Zürich) ist ein Schweizer Soziologe. 

## Leben
Emil Walter-Busch wurde geboren als Sohn des Soziologen Emil J. Walter. Er studierte Soziologie, Philosophie und Geschichte an den Universitäten Zürich, Tübingen, Berlin und Frankfurt am Main, die Promotion erfolgte 1969 bei Theodor W. Adorno und Jürgen Habermas in Frankfurt am Main. Ab 1974 war er Privatdozent für Sozialpsychologie an der Universität Zürich. Ab 1977 war Walter-Busch ständiger Dozent und Titularprofessor für Sozialpsychologie und angewandte Sozialforschung an der Hochschule St. Gallen. Von 1989 bis 1999 war er Gastdozent der Universität Basel. Von 1983 bis 1992 sowie ab 2000 war Walter-Busch Mitglied der Leitung und Direktor am Forschungsinstitut für Arbeit und Arbeitsrecht der Universität St. Gallen. Im Oktober 2007 wurde Walter-Busch pensioniert.

## Schriften (Auswahl)
- Burckhardt und Nietzsche: im Revolutionszeitalter. München: Wilhelm Fink Verlag, 2012.
- Geschichte der Frankfurter Schule: Kritische Theorie und Politik. München: Wilhelm Fink Verlag, 2010.
- Arbeits- und Organisationspsychologie im Überblick. Wien: Facultas, 2008.
- Faktor Mensch: Formen angewandter Sozialforschung der Wirtschaft in Europa und den USA, 1890–1950. Konstanz: UKV 2006.
- Organisationstheorien von Weber bis Weick. Amsterdam: Fakultas, 1996.
- Das Auge der Firma: Mayos Hawthorne-Experimente und die Harvard Business School, 1900–1960. Stuttgart: Enke, 1989
- Labyrinth der Humanwissenschaften: ein Leitfaden. Bern et al.: Haupt, 1977.
- Arbeitszufriedenheit in der Wohlstandsgesellschaft: Beiträge zur Diagnose der Theoriesprachenvielfalt betriebspsychologischer und industriesoziologischer Forschung. Bern et al.: Haupt, 1977.
- Soziologie und das Ende der Geschichtsphilosophie: Studien zum historischen Situationsverständnis neupositivistischer deutscher Soziologie. München: Ressy, 1970.